# Ong bùn
Ong bùn thuộc họ ong tò vò là loài ong thường thấy ở Việt Nam.

## Làm tổ
Ong bùn thường làm tổ bằng bùn đất ẩm, sau đó chúng nắn thành tổ hình nhộng. Tổ ong bùn thường xuất hiện trong nhà. Trong tổ có nhiều loại côn trùng được ong mẹ bỏ vào làm thức ăn cho ấu trùng ong sau này.